# Gran Teatro Nacional del Perú
El Gran Teatro Nacional del Perú (o simplemente Gran Teatro Nacional) es un escenario multipropósito ubicado en el distrito de San Borja, en la ciudad de Lima, capital del Perú.
Es el más grande del país, cuenta con una capacidad de 1.500 personas y es la casa de los Elencos Nacionales del Ministerio de Cultura del Perú: Orquesta Sinfónica Nacional del Perú, Ballet Nacional, Coro Nacional, Coro Nacional de Niños, Elenco Nacional de Folclore y Orquesta Sinfónica Nacional Juvenil Bicentenario. Fue inaugurado el 23 de julio de 2011 y se encuentra ubicado en el capitalino distrito de San Borja, en el cruce de las avenidas Javier Prado y Aviación.

## Historia

### Patronato
En 2007, el Gobierno peruano, convocó al empresario Fernando Belmont y a las empresas Telefónica y Backus & Johnston para formar el Patronato del Gran Teatro Nacional. A éste se unieron Interbank, Repsol, América Móvil, Lan, grupo Gildemeister, Graña y Montero, Xtrata Copper, el constructor Ricardo Mont, Volcan Compañía Minera, Southern Peru, Cementos Lima, Hunt Oil, Andina de Radiodifusión, Antamina, Buenaventura, Luz del Sur, Ferreyros, el Banco Interamericano de Finanzas, Paraíso, Cesel Ingenieros, Frecuencia Latina, así como las nacionales Banco de la Nación, Corporación Financiera de Desarrollo y Mivivienda.

### Construcción
El Patronato convocó a concurso entre empresas arquitectónicas y la ganadora fue la del arquitecto Alfonso de la Piedra, quien estuvo a cargo de la dirección de estructura general. Por otro lado, el arquitecto José Nepomuceno fue el encargado de la estructura acústica y la mecánica teatral.
La construcción estuvo a cargo de Graña y Montero.

### Inauguración
Fue inaugurado el 23 de julio de 2011, con la asistencia del presidente Alan García, el ministro de Relaciones Exteriores José Antonio García Belaúnde, el ministro de Cultura, Juan Ossio Acuña así como los ministros de exteriores de Chile Alfredo Moreno Charme, y de Colombia, María Ángela Holguín.
En la ceremonia se presentaron la Orquesta Sinfónica Nacional del Perú, la soprano canadiense Erin Wall y el bajo barítono italiano Ruggero Raimondi.

### Pandemia de COVID-19
En marzo de 2020, como respuesta a la emergencia sanitaria global y la inmovilización social obligatoria, y con el objetivo de no perder el contacto con su público, se crea la plataforma digital GTN en Vivo, una alternativa para seguir disfrutando de las artes escénicas desde casa.
En 2022, se ofrecieron 215 actividades artísticas presenciales dentro del recinto con una asistencia total 128 mil asistentes.

## Directores
- Juan Carlos Adrianzén (Ene. 2012 - Dic. 2016)
- Mauricio Salas Torreblanca (11 Ene. 2017 - 30 set 2021)
- Miguel Tomas Diaz (4-23 Oct. 2021)
- Miguel Chivilchez Talledo (8 Nov. 2021 - 31 Mar. 2023)
- Paul Chata Bejar (3 Abril. 2023 - 31 Ene. 2024)
- José Vadillo Vila (5 Feb. 2024 - 31 Oct. 2024)
- Rocío Urbina Linares (Nov. 2024 - Actualidad)

## Eventos
Fuente:
| Año  | Artista                                                                                 | Gira/evento                                            | Fecha               |
| ---- | --------------------------------------------------------------------------------------- | ------------------------------------------------------ | ------------------- |
| 2010 | José Feliciano                                                                          |                                                        | 31 de octubre       |
| 2012 | Gilberto Gil                                                                            | Concierto de Cuerdas & Máquinas de ritmo               | 14 de septiembre    |
| 2013 | Herbie Hancock                                                                          |                                                        | 13 de agosto        |
| 2013 | Philip Glass                                                                            |                                                        | 23 de noviembre     |
| 2014 | Harlem Gospel                                                                           |                                                        | 14 de mayo          |
| 2014 | Ana Torroja                                                                             |                                                        | 22 de julio         |
| 2014 | Frágil                                                                                  |                                                        | 21 de agosto        |
| 2014 | Joaquín Sabina                                                                          |                                                        | 22 de agosto        |
| 2014 | Chick Corea                                                                             | Chick Corea & The Vigil                                | 6 de septiembre     |
| 2014 | Ute Lemper                                                                              | El último tango en Berlín                              | 17 de octubre       |
| 2014 | Krzysztof Penderecki                                                                    |                                                        | 20 de octubre       |
| 2015 | Wynton Marsalis                                                                         | Jazz Across the Americas                               | 17 de marzo         |
| 2015 | Pablo Milanés                                                                           | Renacimiento                                           | 21 de marzo         |
| 2015 | Sarah Chang                                                                             |                                                        | 25 de junio         |
| 2015 | Maria Rita                                                                              |                                                        | 27 de agosto        |
| 2015 | Álex Acuña                                                                              |                                                        | 29 de agosto        |
| 2015 | Jean Pierre Magnet                                                                      |                                                        | 5 y 6 de septiembre |
| 2015 | Black Sugar y We All Together                                                           |                                                        | 11 de noviembre     |
| 2015 | Joan Manuel Serrat                                                                      | Antología desordenada                                  | 21 de noviembre     |
| 2016 | John Cale                                                                               |                                                        | 1 de marzo          |
| 2016 | Lila Downs                                                                              | Balas y Chocolate Tour 2016                            | 15 de marzo         |
| 2016 | Joyce DiDonato                                                                          |                                                        | 23 de abril         |
| 2016 | Count Basie Orchestra                                                                   |                                                        | 25 de abril         |
| 2016 | Simon Ghraichy                                                                          | Liszt and the Americas                                 | 26 de abril         |
| 2016 | Marillion                                                                               | 2016 World Tour                                        | 10 de mayo          |
| 2016 | Kevin Johansen + The Nada                                                               |                                                        | 14 de julio         |
| 2016 | Pete Best                                                                               |                                                        | 11 de agosto        |
| 2016 | Jonas Kaufmann                                                                          |                                                        | 12 de agosto        |
| 2016 | Concha Buika                                                                            |                                                        | 5 de septiembre     |
| 2016 | Steve Hackett                                                                           |                                                        | 8 de septiembre     |
| 2016 | Michel Camilo                                                                           |                                                        | 27 de septiembre    |
| 2016 | Alan Parsons                                                                            | Greatest Hits Tour                                     | 12 de octubre       |
| 2016 | José Luis Perales                                                                       |                                                        | 25 de octubre       |
| 2016 | Jeanette                                                                                |                                                        | 22 de noviembre     |
| 2017 | Pablo Milanés                                                                           | Canciones para siempre                                 | 4 de febrero        |
| 2017 | Armando Manzanero                                                                       | Al Perú con amor                                       | 22 de abril         |
| 2017 | Los Kjarkas                                                                             | Kjarkas sinfónico                                      | 27 de abril         |
| 2017 | Mariza                                                                                  |                                                        | 7 de junio          |
| 2017 | Kevin Johansen + The Nada                                                               |                                                        | 23 de septiembre    |
| 2017 | Genetics                                                                                |                                                        | 16 de octubre       |
| 2017 | Traffic Sound                                                                           |                                                        | 24 de noviembre     |
| 2018 | Steve Hackett                                                                           | Genesis Revisited, Solo Gems & GTR 2018 Tour de Force! | 15 de marzo         |
| 2018 | Mar de Copas                                                                            |                                                        | 25 de abril         |
| 2018 | Jorge Drexler                                                                           | Salvavidas de hielo                                    | 22 de mayo          |
| 2018 | Rosario Flores                                                                          | Gloria a ti                                            | 30 de mayo          |
| 2018 | Miki Gonzáles                                                                           |                                                        | 21 de junio         |
| 2018 | Orquesta Sinfónica Nacional del Perú                                                    |                                                        | 22 de junio         |
| 2018 | Juan Diego Flórez                                                                       |                                                        | 27 de junio         |
| 2018 | Concha Buika                                                                            | Para Mí World Tour                                     | 14 de agosto        |
| 2018 | Susana Baca                                                                             | Quiéreme                                               | 29 de agosto        |
| 2018 | Nito Mestre                                                                             |                                                        | 19 de septiembre    |
| 2018 | Orquesta Sinfónica Nacional del Perú                                                    |                                                        | 27 de septiembre    |
| 2018 | Yuja Wang                                                                               |                                                        | 29 de septiembre    |
| 2018 | Gianmarco                                                                               |                                                        | 8, 9 y 10 octubre   |
| 2018 | Lucho Quequezana                                                                        | Pangea                                                 | 20 y 21 de octubre  |
| 2018 | We The Lion                                                                             |                                                        | 24 y 26 de octubre  |
| 2018 | Eva Ayllón                                                                              |                                                        | 30 y 31 de octubre  |
| 2018 | Sarah Brightman                                                                         | Hymn: Sarah Brightman In Concert                       | 4 de diciembre      |
| 2018 | Val Staccato                                                                            |                                                        | 9 de diciembre      |
| 2019 | Libido                                                                                  |                                                        | 28 de febrero       |
| 2019 | Kevin Johansen + The Nada                                                               |                                                        | 12 de abril         |
| 2019 | Orquesta Sinfónica de Londres                                                           |                                                        | 14 y 15 de mayo     |
| 2019 | Elīna Garanča                                                                           |                                                        | 27 de junio         |
| 2019 | Zubin Mehta                                                                             |                                                        | 22 de julio         |
| 2019 | Rumours of Fleetwood Mac                                                                |                                                        | 12 de agosto        |
| 2019 | Illapu                                                                                  |                                                        | 24 de septiembre    |
| 2019 | Susana Baca                                                                             |                                                        | 26 de septiembre    |
| 2020 | Plutonio de Alto Grado                                                                  |                                                        | 14 febrero          |
| 2020 | Julie Freundt, Chabuco, Pedro Guerra Kevin Johansen, Lito Vitale, Juan Carlos Baglietto | A Chabuca en Vivo 2020                                 | 24 y 25 de febrero  |
| 2020 | Amén                                                                                    |                                                        | 15 de mayo          |
| 2020 | Mauricio Mesones                                                                        |                                                        | 24 de junio         |
| 2020 | Dolores Delirio                                                                         |                                                        | 8 de julio          |
| 2021 | Sara Van                                                                                |                                                        | 9 de octubre        |
| 2021 | Rafo Ráez                                                                               |                                                        | 8 de noviembre      |
| 2021 | Frágil                                                                                  |                                                        | 24 de noviembre     |
| 2022 | Coti                                                                                    |                                                        | 23 de abril         |
| 2022 | Nito Mestre                                                                             |                                                        | 26 de mayo          |
| 2022 | Gianmarco                                                                               |                                                        | 31 de agosto        |
| 2022 | Ara Malikian                                                                            |                                                        | 26 de septiembre    |
| 2022 | Kevin Johansen                                                                          |                                                        | 4 y 5 de octubre    |
| 2022 | Pat Metheny                                                                             |                                                        | 12 de octubre       |